# Flippin
Flippin é uma cidade localizada no estado americano de Arkansas, no Condado de Marion.

## Demografia
Segundo o censo americano de 2000, a sua população era de 1357 habitantes.
Em 2006, foi estimada uma população de 1400, um aumento de 43 (3.2%).

## Geografia
De acordo com o United States Census Bureau, a localidade tem uma área de 4,7 km², sem área coberta por água.

## Localidades na vizinhança
O diagrama seguinte representa as localidades num raio de 16 km ao redor de Flippin.